# Eckerd Tennis Open 1988
L'Eckerd Tennis Open 1988 è stato un torneo di tennis giocato sulla terra rossa. È stata la 16ª edizione del torneo, che fa parte della categoria Tier IV nell'ambito del WTA Tour 1988. Si è giocato a Tampa negli Stati Uniti, dal 28 marzo al 3 aprile 1988.

## Campionesse

### Singolare
Chris Evert ha battuto in finale  Arantxa Sánchez con il punteggio di 7–6, 6–4

### Doppio
Terry Phelps /  Raffaella Reggi hanno battuto in finale  Cammy MacGregor /  Cynthia MacGregor con il punteggio di 6–2, 6–4